# Reconhecimento jurídico de gênero não binário

Reconhecimento legal de identidades não binárias ou de terceiro gênero no mundo
Marcação de gênero não binário voluntária
Marcação de gênero não binário apenas para indivíduos intersexo
Procedimento padrão para pessoas de terceiro gênero
Procedimento padrão para indivíduos intersexo
Não há reconhecimento legal ou não há dados disponíveis

Vários países reconhecem legalmente classificações não binárias ou de terceiro gênero em marcadores de gênero ou sexo. Estas classificações baseiam-se normalmente na identidade de género de uma pessoa. Em alguns países como a Alemanha, tais categorias podem estar disponíveis primariamente para pessoas intersexo e secundariamente para pessoas que são diagnosticadas como nem femininas nem masculinas, conjuntamente definidas como pessoas que “não se deixam classificar como masculinas ou femininas”.

## História
Nos últimos anos, algumas sociedades começaram a reconhecer legalmente identidades não binárias, gênero queer ou de terceiro gênero. Algumas sociedades não-ocidentais há muito que reconhecem as pessoas transgénero como um terceiro género, embora isto possa não (ou só recentemente)  incluir “direitos legais” reconhecidos internacionalmente para essas pessoas. Isto tem muito mais a ver com a natureza do sistema jurídico em relação ao género do que com a natureza das sociedades em relação a ele, conforme referenciado pelo lugar cultural distinto e pelo reconhecimento social que privilegia os membros do terceiro género nas sociedades não ocidentais que os reconhecem - cinco exemplos são os incas Qariwarmi pré-coloniais, os pandakas, os andróginos no Talmud, os Hijras, conforme descrito mais abaixo, e o 'terceiro gênero' Inuit.
Entre as nações ocidentais, a Austrália pode ter sido a primeira a reconhecer uma terceira classificação, com Alex MacFarlane, que é intersexo, recebendo um passaporte com sexo marcado como indeterminado em 2003. A defensora transgênero Norrie May-Welby foi reconhecida como tendo status não especificado em 2014. Em 2016, um tribunal do Oregon decidiu que Elisa Rae Shupe poderia legalmente mudar de gênero para não-binário.

### Pessoas trans
A Open Society Foundations publicou um relatório, License to Be Yourself, em maio de 2014, documentando "algumas das leis e políticas mais progressistas e baseadas em direitos do mundo que permitem que pessoas trans mudem sua identidade de gênero em documentos oficiais". O relatório comenta o reconhecimento de terceiras classificações, afirmando:
De uma perspectiva baseada em direitos, opções de terceiro sexo/gênero devem ser voluntárias, provendo às pessoas trans com uma terceira escolha de como definir sua identidade de gênero. Aqueles que se identificam com um terceiro gênero/sexo deve ter os mesmos direitos que aqueles que se identificam como homem ou mulher
O relatório conclui que duas ou três opções são insuficientes: “Uma abordagem mais inclusiva seria aumentar as opções para as pessoas autodefinirem o seu sexo e identidade de género”.

### Intersexos
Como todos os indivíduos, alguns indivíduos intersexuais podem ser criados como um determinado sexo (masculino ou feminino), mas depois identificar-se com outro mais tarde na vida, enquanto a maioria não o faz. Uma revisão clínica de 2012 sugere que entre 8,5 e 20% das pessoas com condições intersexuais podem experimentar disforia, angústia ou desconforto de género como resultado do sexo e género que lhes foram atribuídos à nascença. Uma pesquisa sociológica australiana publicada em 2016 mostra que 19% das 272 pessoas nascidas com características sexuais atípicas que participaram do estudo selecionaram uma opção "X" ou "outra", enquanto 52% são mulheres, 23% homens e 6% inseguros.
De acordo com o Fórum Ásia-Pacífico de Instituições Nacionais de Direitos Humanos, poucos países previram o reconhecimento legal de pessoas intersexuais. O Fórum Ásia-Pacífico afirma que o reconhecimento legal das pessoas intersexuais tem a ver, em primeiro lugar, com o acesso aos mesmos direitos que outros homens e mulheres, quando atribuídos como homens ou mulheres; em segundo lugar, trata-se do acesso a correcções administrativas de documentos legais quando uma atribuição de sexo original não é apropriada; e em terceiro lugar, embora os regimes de adesão possam ajudar alguns indivíduos, o reconhecimento legal não se trata da criação de uma classificação de terceiro sexo ou de género para as pessoas intersexuais enquanto população.
Em março de 2017, uma declaração comunitária da Austrália e da Nova Zelândia apelou ao fim da classificação legal do sexo, afirmando que as terceiras classificações legais, tal como as classificações binárias, se baseavam na violência estrutural e não respeitavam a diversidade e o "direito à autodeterminação".. Também apelou à criminalização de intervenções médicas intersexuais adiáveis.

## Jurisdições
Muitos países adotaram leis para acomodar identidades de género não binárias.

### Alemanha

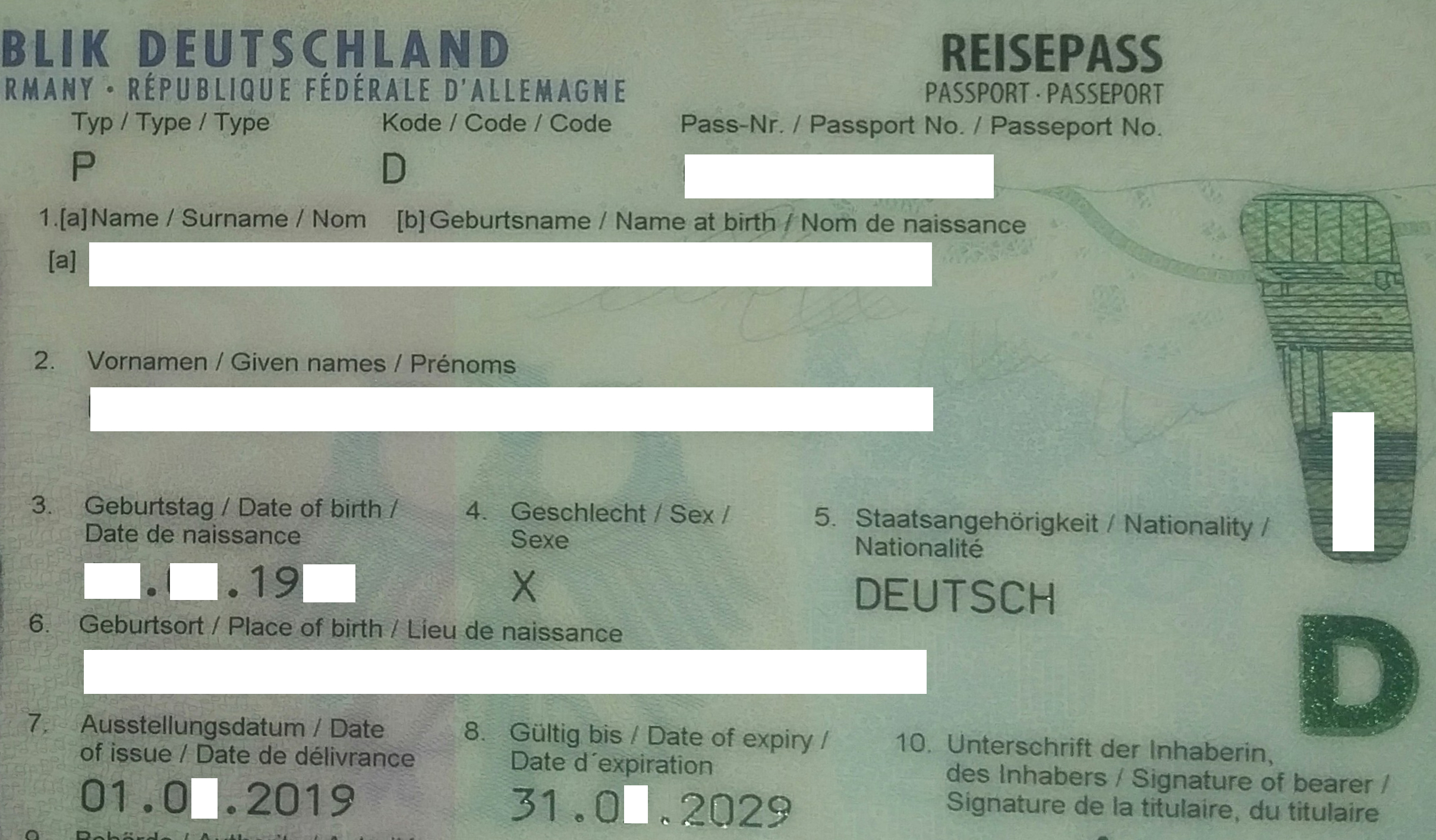
Passaporte com marcador de gênero "X"

Nas certidões de nascimento e noutros registros legais, alemães têm a opção "diverso" (em alemão:  divers) como categoria de gênero, após a corte decidir que as designações binárias são discriminatórias e violam as garantias de liberdade individual.

### Argentina
Em 2012 e sob a então presidente Cristina Fernández de Kirchner, a Argentina aprovou a sua Lei de Identidade de Género (em castelhano:  Ley de identidad de género), que permite que pessoas trans se identifiquem com o gênero escolhido em documentos oficiais sem primeiro terem que receber terapia hormonal, cirurgia de redesignação de gênero ou aconselhamento psiquiátrico. Como tal, os direitos dos transgéneros na Argentina têm sido elogiados por muitos como alguns dos mais progressistas do mundo.
Em novembro de 2018, duas pessoas não binárias da província de Mendoza foram as primeiras a obter documento de identidade e certidão de nascimento sem indicação de sexo. No início de 2019, a ativista trans Lara María Bertolini foi autorizada a mudar seu sexo oficial para o rótulo transfeminino não binário "feminilidade travesti" (em castelhano:  femineidad travesti) por meio de decisão judicial que foi considerada um marco para o movimento travesti. A juíza Myriam Cataldi decidiu que a Lei de Identidade de Gênero se aplicava ao caso de Bertolini, citando a definição da lei de identidade de gênero como: "a experiência interna e individual do gênero como cada pessoa o sente, que pode ou não corresponder ao sexo atribuído em nascimento, incluindo a experiência pessoal do corpo”.
Em 20 de julho de 2021, o presidente Alberto Fernández assinou um decreto (Decreto 476/2021) obrigando o Cadastro Nacional de Pessoas (RENAPER) a permitir uma opção de terceiro gênero em todas as carteiras de identidade e passaportes nacionais, marcada com um “X”. A medida se aplica também a residentes permanentes não cidadãos que possuam carteira de identidade argentina. Em conformidade com a Lei de Identidade de Gênero de 2012, isso fez da Argentina o primeiro país da América do Sul a reconhecer legalmente o gênero não binário em toda a documentação oficial, gratuitamente e mediante solicitação da pessoa.

### Austrália
Desde 2003 os cidadãos australianos podem escolher "X" como opção para marcar o seu gênero no passaporte. Em 2014, uma terceira categoria"não especificada" foi denominada pela Suprema Corte.

### Áustria
Desde 2018, as pessoas intersexo têm o direito de se registrarem civilmente como pessoas não-binárias. Decisão baseada na Convenção Europeia de Direitos Humanos pelo Tribunal Constitucional da Áustria.

### Bélgica
Em junho de 2019, o Tribunal Constitucional da Bélgica derrubou certas partes da lei transgénero do país de 2017. Os processos contra a lei foram iniciados por organizações de direitos LGBT, que argumentaram que a lei ainda discriminava pessoas com identidade não binária ou de gênero fluido, porque ainda só permitia que as pessoas se registrassem como "homens" ou "mulheres". O Tribunal Constitucional concordou com a acção intentada contra a lei e considerou as disposições contestadas discriminatórias e, portanto, inconstitucionais. Embora o Tribunal tenha sugerido algumas formas de remediar os aspectos inconstitucionais, tais como "a criação de uma ou mais categorias adicionais" ou "a possibilidade de suprimir o registo do sexo ou do género como elemento do estado civil de uma pessoa", salientou também que a responsabilidade de remediar as deficiências da lei permanecia com o legislador.

### Brasil

Mapa do reconhecimento jurídico da não binariedade no Brasil
Reconhecida coletivamente via administrativa
Reconhecida individualmente via judicial
Sem reconhecimento legal

No passaporte brasileiro, há a identificação de sexo em três categorias: "M", "F" e "X". Para conseguir emitir um passaporte com o sexo "X", é preciso selecionar a opção "não especificado" ao solicitar novo passaporte no site da Divisão do Passaporte da Polícia Federal. A lei reconhece a identidade de gênero, sendo possível retificar os registros, como a certidão de nascimento, alterando nome e sexo, sem a precisar de laudos médicos ou procedimentos cirúrgicos, porém as categorias, a nível nacional, continuam sendo "masculino" e "feminino", havendo propostas legislativas para o reconhecimento do gênero neutro.
Para fins de preenchimento e impressão da Carteira de Identidade, o campo sexo deve seguir a padronização da ICAO, com 1 caractere, M, F ou X (para pessoas não binárias). Desde 11 de janeiro de 2024, os órgãos emissores dos Estados e do Distrito Federal são obrigados a adotar esses padrões de Carteira de Identidade estabelecidos pelo Governo Federal. As informações no campo sexo podem ser autodeterminadas e autodeclaradas pela pessoa ao preencher os dados, nos Institutos de Identificação.
Em 2020, algumas pessoas, isoladamente, conseguiram ter uma opção degenerizada de sexo na certidão de nascimento. Em 2021, outras pessoas conseguem o reconhecimento registral de uma terceira opção de gênero, em certidões de nascimento por decisão da justiça. Um estudo publicado em 2021 pela Nature revelou que 1,19% da população brasileira adulta é não binária.
No início de abril de 2022, em Rio de Janeiro, pessoas conseguem retificar seu gênero para "não binárie", usando neolinguagem. No mesmo mês, a Corregedoria-Geral da Justiça (CGJ) de Rio Grande do Sul assegurou que pessoas não binárias alterem seu prenome e gênero em seu registro de nascimento, de acordo com sua identidade autopercebida, independentemente de autorização judicial, permitindo incluir a expressão "não-binária" no campo de sexo mediante solicitação do interessado a um cartório. Em maio de 2022, a Justiça da Bahia publica provimento que permite a inclusão de gênero "não binário" no registro civil. Paraná, Paraíba, Distrito Federal e Tocantins, em 2023, reconheceram a não binariedade por provimento.
Em outubro de 2023, a Corregedoria Nacional de Justiça (CNJ), a pedido do TJES, emitiu um documento, proferido por Luis Felipe Salomão, impossibilitando a alteração de sexo para "não binárie". O documento cita Luiz Fux, alegando que “(…) Não há terceiro gênero, nem é este o pleito”.
Em novembro de 2023, TJPR revogou o reconhecimento não binário, estabelecendo que o direito à substituição administrativa do prenome e sexo no registro civil não abrange a possibilidade de ampliação dos gêneros, limitados a “masculino” e “feminino”. A CGJ do TJRS, em dezembro de 2023, também revogou o provimento que reconhecia a retificação não binária no estado do Rio Grande do Sul.
Em janeiro de 2024, uma ação civil pública da Justiça Federal do Paraná determinou que a Receita Federal deverá incluir as opções "não especificado", "não binário" e "intersexo" no campo sexo do CPF, garantindo o direito de retificação a quem se interessar.

### Canadá
Em junho de 2016, o governo da província de Ontário anunciou mudanças na forma como o gênero será exibido nos cartões de saúde e nas carteiras de motorista. A partir de 13 de junho, o cartão de saúde de Ontário não exibe mais a designação de sexo. No início de 2017, os motoristas de Ontário terão a opção de exibir “X” como identificador de gênero em suas carteiras de motorista.
Em abril de 2017, um bebê nascido na Colúmbia Britânica, Searyl Atli Doty, tornou-se o primeiro no mundo conhecido a receber um cartão de saúde com um marcador de sexo "U" de gênero neutro ou indefinido. A mãe, Kori Doty, que é transgênero não-binária, queria dar à criança a oportunidade de descobrir sua própria identidade de gênero. A província recusou-se a emitir uma certidão de nascimento para a criança sem especificar o sexo; Doty entrou com uma contestação legal. Doty e transexuais e intersexuais apresentaram uma queixa de direitos humanos contra a província, alegando que a publicação de marcadores de género nas certidões de nascimento é discriminatória.
Em julho de 2017, os Territórios do Noroeste começaram a permitir "X" como opção não binária nas certidões de nascimento.
Em 31 de agosto de 2017, o governo federal passou a permitir que fosse acrescentada uma observação aos passaportes solicitando que o sexo do titular fosse lido como “X”, indicando que não é especificado, embora o gênero “M” ou “F” tivesse que ser adicionado como gênero por um período indefinido para cumprir os requisitos legais de outros países. Em junho de 2019, a Immigration, Refugees and Citizenship Canada anunciou que pessoas não binárias também podem solicitar um marcador de gênero "X".

### Chile
Uma decisão da Terceira Vara de Família de Santiago, proferida em 25 de abril de 2022, determinou que o Serviço de Registro Civil e Identificação registrasse na certidão de nascimento um adolescente de 17 anos e gênero não binário, sendo a primeira resolução judicial de seu tipo no país. Em 25 de maio de 2022, a Primeira Vara Cível de Santiago emitiu decisão reconhecendo a pessoa adulta como não binária e ordenando ao Registro Civil a retificação da certidão de nascimento, na qual aparecerá o marcador “X” em vez de “feminino ou masculino”. Em 14 de outubro de 2022, o Registro Civil emitiu oficialmente para Shane Cienfuegos a primeira carteira de identidade não binária com o marcador "X" do país. Em julho de 2022, a Décima Terceira Câmara do Tribunal de Apelações de Santiago decidiu a favor do pedido de retificação da certidão de nascimento para reconhecer a identidade de género não binária.

### Colômbia
Em fevereiro de 2022, o Tribunal Constitucional da Colômbia decidiu que uma pessoa não binária tinha direito à certidão de nascimento do Nono Cartório de Medellín e à carteira de identidade do Registro Civil Nacional com a marca "no binario" ou "NB" no campo sexual em ambos. O tribunal também ordenou ao governo colombiano que facilitasse a inclusão de tal marcador nos documentos de identidade e ordenou ao Congresso que alterasse as leis conforme necessário para facilitar o reconhecimento legal dos direitos dos indivíduos não binários.

### Estados Unidos

Jurisdições que reconhecem legalmente o gênero não binário
Reconhecido por estatuto ou política
Reconhecido apenas por decisões da corte
Sem reoconhecimento legal

No Dia da Visibilidade Intersexo, em 26 de outubro de 2015, a organização de direitos civis LGBT Lambda Legal apresentou uma ação federal de discriminação contra o Departamento de Estado dos Estados Unidos por negar um passaporte ao veterano da marinha Dana Zzyym, diretor associado da Campanha Intersexo pela Igualdade, porque eles são e se identificam como não sendo nem homem nem mulher, mas intersexo. Em 22 de novembro de 2016, o Tribunal Distrital do Distrito do Colorado decidiu a favor de Zzyym, afirmando que o Departamento de Estado violou a lei federal. A decisão afirmou que o tribunal não encontrou "evidências de que o Departamento seguiu um processo de tomada de decisão racional ao decidir implementar sua política de passaporte de gênero apenas binária" e ordenou que a Agência de Passaportes dos EUA reconsiderasse sua decisão anterior. Em 19 de setembro de 2018, um juiz federal decidiu pela segunda vez a favor de Zzyym, determinando que a recusa do Departamento de Estado dos EUA em emitir um passaporte excedia sua autoridade.
Em 25 de fevereiro de 2020, o deputado Ro Khanna apresentou uma legislação na Câmara dos Representantes dos Estados Unidos (H. R. 5962) que adicionaria uma terceira designação de gênero às inscrições de passaporte dos EUA. Em 30 de junho de 2021, o Departamento de Estado anunciou que havia iniciado um esforço para adicionar uma terceira marca de gênero nos passaportes dos EUA, e espera-se que seja implementado até o final de 2021. Em 27 de outubro de 2021, o primeiro passaporte X dos EUA foi emitido para Dana Zzyym. Conforme afirmado pela Lambda Legal, os representantes legais de Zzyym em sua ação, o X é uma marca de "sexo/gênero", emitida a Zzyym porque eles conseguiram demonstrar aos tribunais que não são do sexo masculino nem do sexo feminino, mas intersexo, e também representando que Zzyym é não-binário em sua identidade de gênero.
Em abril de 2022, o marcador de gênero "X" em passaportes se tornou disponível em passaportes para todos os cidadãos estadunidenses.

### Índia

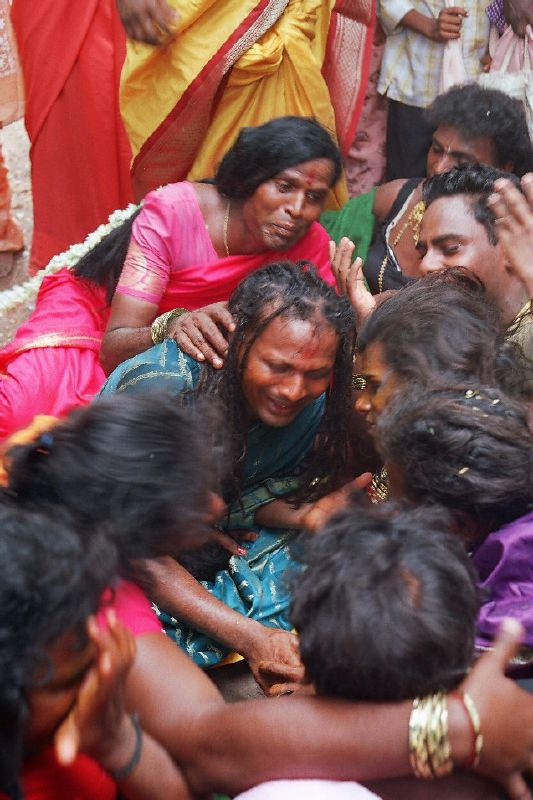
Aravanis - as"noivas" Hijra de Aravan - lamentam sua morte

As hijras da Índia são provavelmente o tipo de terceiro gênero mais conhecido e populoso no mundo moderno - a organização de saúde comunitária baseada em Mumbai, The Humsafar Trust, estima que existem entre 5 e 6 milhões de hijras na Índia. Em diferentes áreas, são conhecidas como Aravani/Aruvani ou Jogappa. Frequentemente (de maneira um tanto enganosa) chamados de eunucos em outros idiomas, eles podem nascer intersexo ou aparentemente homem, se vestem com roupas femininas e geralmente se veem como nem homens nem mulheres. Apenas oito por cento dos hijras que visitam as clínicas Humsafar são nirwaan (castrados). O fotógrafo indiano Dayanita Singh escreve sobre sua amizade com um Hijra, Mona Ahmed, e as crenças de suas duas sociedades diferentes sobre gênero: "Quando uma vez perguntei a ela se ela gostaria de ir para Singapura para uma operação de mudança de sexo, ela me disse: 'Você realmente não entende. Eu sou o terceiro sexo, não um homem tentando ser uma mulher. É um problema da sua sociedade que você reconhece apenas dois sexos.'" Movimentos sociais hijra fizeram campanha pela reconhecimento como um terceiro gênero, e em 2005, os formulários de inscrição de passaporte indianos foram atualizados com três opções de gênero: M, F e E (para masculino, feminino e eunuco, respectivamente). Alguns idiomas indianos, como o sânscrito, têm três 'opções' de gênero - especificamente formas masculinas, femininas e neutras de substantivos.
Em novembro de 2009, a Índia concordou em listar eunucos e pessoas transgênero como "outros", distintos de homens e mulheres, nas listas de votação e nos cartões de identidade de eleitor. Em 15 de abril de 2014, o Supremo Tribunal da Índia reconheceu um terceiro gênero que não é nem masculino nem feminino e como uma classe com direito a reserva na educação e empregos, afirmando que "o reconhecimento de transgêneros como terceiro gênero não é uma questão social ou médica, mas uma questão de direitos humanos". Essa decisão tornou a Índia um dos poucos países a conceder esse julgamento histórico.
Além do papel feminino dos hijras, que é difundido em todo o subcontinente, algumas ocorrências de "masculinidade feminina" institucionalizada foram observadas na Índia moderna. Entre os Gaddhi nas encostas do Himalaia, algumas meninas adotam o papel de sadhin, renunciando ao casamento, se vestindo e trabalhando como homens, mas mantendo nomes e pronomes femininos. Um antropólogo do final do século XIX observou a existência de um papel semelhante em Madras, o das basivi. No entanto, o historiador Walter Penrose conclui que, em ambos os casos, "seu status é talvez mais 'transgênero' do que 'terceiro gênero'."

Em abril de 2014, o juiz KS Radhakrishnan, do Supremo Tribunal da Índia, declarou o transgênero como o terceiro gênero na lei indiana, em um caso movido pela National Legal Services Authority (Nalsa) contra a União da Índia e outros. A decisão dizia:
Raramente, nossa sociedade percebe ou se importa em perceber o trauma, a agonia e a dor pelos quais os membros da comunidade Transgênero passam, nem aprecia os sentimentos inatos dos membros da comunidade Transgênero, especialmente daqueles cuja mente e corpo negam o sexo biológico. Nossa sociedade frequentemente ridiculariza e abusa da comunidade Transgênero e, em locais públicos como estações de trem, pontos de ônibus, escolas, locais de trabalho, shoppings, teatros, hospitais, eles são marginalizados e tratados como intocáveis, esquecendo o fato de que a falha moral está na falta de vontade da sociedade em conter ou aceitar diferentes identidades e expressões de gênero, uma mentalidade que precisamos mudar.
O juiz Radhakrishnan afirmou que as pessoas transgênero devem ser tratadas consistentemente com outras minorias sob a lei, permitindo-lhes acessar empregos, cuidados de saúde e educação. Ele enquadrava o assunto como uma questão de direitos humanos, afirmando que: "Essas TGs, embora insignificantes em número, ainda são seres humanos e, portanto, têm o direito de desfrutar de seus direitos humanos", concluindo ao declarar que:
1. Hijras, eunuco, além do gênero binário, devem ser tratados como "terceiro gênero" para fins de proteção de seus direitos nos termos da Parte III de nossa Constituição e das leis feitas pelo Parlamento e pelas Legislaturas Estaduais.
2. O direito das pessoas transgênero de decidir sua identidade de gênero autoidentificada também é reconhecido, e os governos central e estaduais são orientados a conceder reconhecimento legal de sua identidade de gênero, como masculina, feminina ou como terceiro gênero.

### Nova Zelândia
Certidões de nascimento estão disponíveis no momento do nascimento, mostrando sexo "indeterminado" se não for possível atribuir um sexo. O Departamento de Assuntos Internos da Nova Zelândia afirma:"O sexo de uma pessoa pode ser registrado como indeterminado no momento do nascimento se não for possível determinar se a pessoa é do sexo masculino ou feminino, e há várias pessoas assim registradas."
Passaportes estão disponíveis desde dezembro de 2012 com um descritor de sexo 'X', onde "X" significa "indeterminado/não especificado". Estes foram originalmente introduzidos para pessoas em processo de transição de gênero.
Em 17 de julho de 2015, o Statistics New Zealand introduziu a primeira versão de um padrão de classificação de identidade de gênero para fins estatísticos. A versão atual do padrão foi introduzida em abril de 2021 com a opção de três categorias (masculino, feminino ou outro gênero) ou cinco categorias (masculino cisgênero, feminino cisgênero, masculino transgênero, feminino transgênero ou outro gênero).

### Países Baixos
Em maio de 2018, Leonne Zeegers foi a primeira cidadã holandesa a receber o gênero marcado com "X" no passaporte, em vez de "masculino" ou "feminino". Leonne, na época com 57 anos, nasceu intersexo, foi criada como homem, fez uma cirurgia de redesignação de gênero e se tornou mulher, mas ainda se identifica como uma pessoa intersexo. Leonne ganhou um processo judicial que significava que impedir alguém de se registrar oficialmente como gênero neutro é uma "violação da vida privada, autodeterminação e autonomia pessoal". No entanto, ainda será decisão do tribunal se o "X" será emitido no passaporte de alguém no futuro. A decisão abriu caminho para grupos LGBT holandeses pedirem ao governo que qualquer pessoa possa se identificar como gênero neutro no futuro.

### Paquistão
No Paquistão, o termo polido é khwaja sara ou "khwaja sira" (Urdu: خواجه سرا), pois hijra e khusra são considerados pejorativos pela comunidade khawaja sara e ativistas de direitos humanos no Paquistão. Como a maioria dos documentos oficiais do governo e empresas do Paquistão estão em inglês, o termo "terceiro gênero" foi escolhido para representar indivíduos (sejam do sexo masculino ou feminino, nenhum dos dois e/ou ambos) que se identificam como pessoa transexual, pessoa transgênero, hermafroditas, eunucos, homossexuais, bissexuais ou que cruzam os limites do gênero.
O termo foi adotado oficialmente em 2012. Em 2011, o Suprema Corte do Paquistão reconheceu um terceiro gênero, permitindo que pessoas que não se encaixam nas categorias tradicionais de masculino ou feminino listassem-se como khawaja sara em todos os documentos oficiais. Nisso, o Paquistão tornou-se o primeiro país do mundo a reconhecer legalmente um terceiro gênero.
Em 2017, a Suprema Corte paquistanesa emitiu uma decisão histórica, ordenando que o governo do país emita passaportes que permitam um gênero neutro para cidadãos não identificados sexualmente. Esta decisão permitiu que os cidadãos que não se identificam como masculino ou feminino possam obter um passaporte com uma terceira categoria de gênero.

### Reino Unido
O título "Mx." é amplamente aceito no Reino Unido por organizações governamentais e empresas como uma alternativa para pessoas não binárias, enquanto a HESA permite o uso de marcadores de gênero não binários para estudantes no ensino superior. Em 2015, a moção de dia precoce EDM660 foi registrada no Parlamento. EDM660 pede que os cidadãos tenham acesso ao marcador X em passaportes. Quando o texto do EDM660 veio à tona em 2016, uma petição formal foi lançada pelo Serviço de Petições Parlamentares pedindo que o EDM660 fosse transformado em lei.
Em setembro de 2015, o Ministério da Justiça respondeu a uma petição pedindo a autodeterminação do gênero legal, dizendo que eles não tinham conhecimento de"nenhum prejuízo específico" experimentado por pessoas não binárias incapazes de ter seus gêneros legalmente reconhecidos. Em janeiro de 2016, o Relatório da Investigação sobre Transexuais pelo Comitê de Mulheres e Igualdade pediu que as pessoas não binárias fossem protegidas contra a discriminação nos termos da Lei da Igualdade, que o marcador de gênero X fosse adicionado aos passaportes e que o governo fizesse uma revisão completa das necessidades das pessoas não binárias em seis meses. Isso não aconteceu. Em junho de 2018, o Tribunal Superior Britânico rejeitou uma tentativa de adicionar um marcador X aos passaportes.
O governo escocês realizou uma consulta pública sobre Reformas na Gender Recognition Act 2004 (GRA) de 9 de novembro de 2017 a 1 de março de 2018. A GRA de 2004 estabelece o processo legal pelo qual alguém pode mudar seu gênero legalmente reconhecido. A análise da consulta explica que 60% dos que responderam concordaram com a proposta de introduzir um sistema de autodeclaração para o reconhecimento legal de gênero. O ponto 66 no documento de análise diz: "A maioria dos respondentes, 62% dos que responderam à pergunta, achou que a Escócia deveria tomar medidas para reconhecer pessoas não binárias. Dos respondentes restantes, 33% não acharam que a Escócia deveria tomar medidas e 4% não sabiam."

### Tailândia

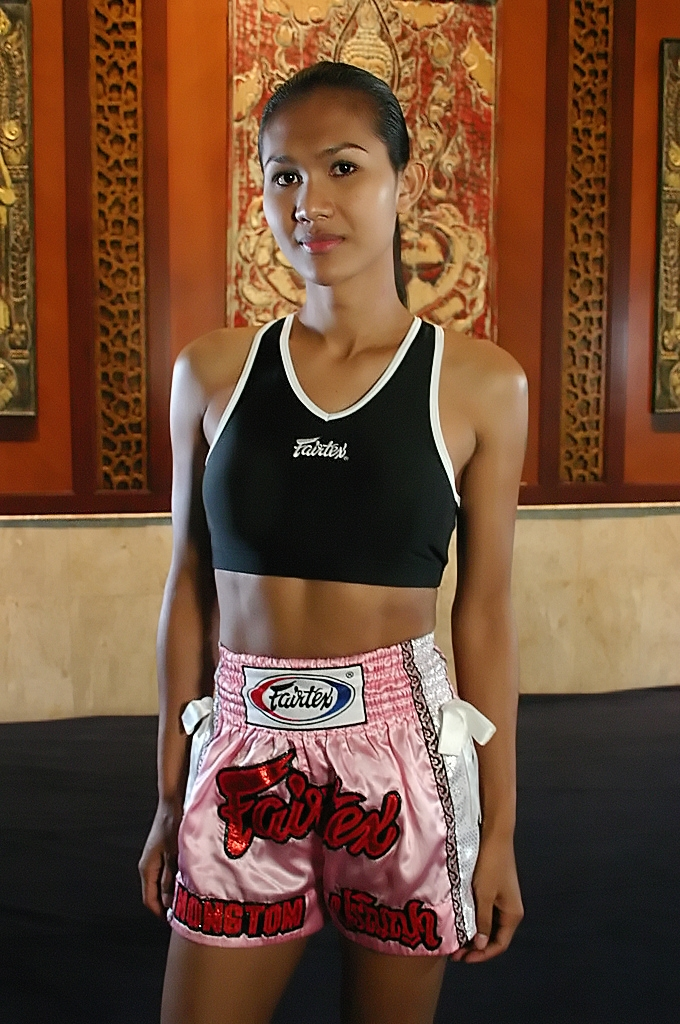
Nong Tum, uma boxeadora Muay Thai transgênero

Também comumente referidas como um terceiro sexo estão as kathoeys (ou "ladyboys") da Tailândia. Estas são pessoas cujo sexo atribuído era masculino e que se identificam e vivem como mulheres. Um número significativo de tailandeses percebe os kathoeys como pertencentes a um terceiro gênero, incluindo muitos kathoeys; outros os veem como mulheres de segunda categoria. Pessoas tailandesas designadas como homens ao nascer que passam por cirurgias de mudança de sexo não são ocorrências incomuns, mas ainda são consideradas homens em seus documentos de identificação. Apesar disso, a sociedade tailandesa continua sendo uma das mais tolerantes em relação aos kathoeys ou ao terceiro gênero. O pesquisador Sam Winter escreve:
Perguntamos aos nossos 190 [kathoeys] se eles se viam como homens, mulheres, sao praphet song ["um segundo tipo de mulher"] ou kathoey. Nenhum deles se via como homem, e apenas 11 por cento se viam como kathoey (ou seja, 'não-homens'). Em contraste, 45 por cento se viam como mulheres, com outros 36 por cento como sao praphet song... Infelizmente, não incluímos a categoria phet tee sam (terceiro sexo/gênero); concebivelmente, se o tivéssemos feito, muitos respondentes poderiam ter escolhido esse termo... Cerca de 50 por cento [dos tailandeses não-transgêneros] os veem como homens com mentes equivocadas, mas a outra metade os vê como mulheres nascidas no corpo errado (cerca de 15 por cento) ou como um terceiro sexo/gênero (35 por cento).
Em 2004, a Escola de Tecnologia de Chiang Mai alocou um banheiro separado para os kathoeys, com um símbolo masculino e feminino entrelaçado na porta. Os 15 estudantes kathoey são obrigados a usar roupas masculinas na escola, mas podem adotar penteados femininos. O banheiro tem quatro cabines, mas nenhum mictório.
Embora os Kathoeys ainda não sejam totalmente respeitados, eles estão gradualmente ganhando aceitação e se tornaram uma parte muito distinta da sociedade tailandesa. Isso é especialmente verdade nas indústrias de entretenimento, negócios e moda na Tailândia, onde os Kathoeys desempenham papéis significativos em cargos de liderança e gerenciamento. Além disso, os Kathoeys ou mulheres de segunda categoria são muito procurados quando as empresas estão contratando vendedores. Em muitos anúncios de emprego, é comum ver empresas declarando que preferem as mulheres de segunda categoria como sua força de vendas, porque geralmente são vistas como pessoas mais carismáticas e expressivas.

### Uruguai
Desde 19 de outubro de 2018, uma nova lei no Uruguai permite que as pessoas alterem a sua entrada de género/sexo de forma autodeterminada, sem necessidade de quaisquer documentos médicos. A lei também fornece uma base para a protecção social, esforços anti-discriminação, quotas e reparações.
Embora a Lei 19.684 (artigo 4º-C) reconheça as pessoas de gênero não-binário em suas definições, não há outra opção de marcador de gênero disponível além do feminino e do masculino. De acordo com o "Encuesta a personas no binarias 2022", uma das razões que influenciam as pessoas não-binárias a não usar o procedimento legal de mudança de gênero é porque não há opção de gênero não-binário.